# Coenosia mixta
Coenosia mixta este o specie de muște din genul Coenosia, familia Muscidae, descrisă de Johann Andreas Schnabl în anul 1911. Conform Catalogue of Life specia Coenosia mixta nu are subspecii cunoscute.